# Helmut Neubach
Helmut Neubach (* 27. Januar 1933 in Grottkau, Kreis Grottkau, Provinz Oberschlesien; † 12. Dezember 2019 in Baden-Baden) war ein deutscher Historiker.

## Leben und Wirken
Neubach war bis zur Flucht und Vertreibung 1945 wohnhaft in Brieg/Niederschlesien, danach in Neustadt an der Orla/Thüringen. 1948 übersiedelte er nach Lahnstein, wo er 1954 das Abitur am Neusprachlichen Gymnasium ablegte. Anschließend studierte er Geschichte und Slawistik in Bonn, Marburg, Berlin und Mainz und war 1957/58 Stipendiat des Osteuropa-Instituts der FU Berlin. 1962 wurde er bei Gotthold Rhode in Mainz über Bismarcks Polenpolitik promoviert. Von 1962 bis 1968 war Neubach im wissenschaftlichen Dienst tätig (Johann Gottfried Herder-Forschungsrat, Marburg/Mainz) und von 1968 bis 1992 mit Unterbrechungen im Schuldienst. Von 1992 bis 1998 war er wieder im wissenschaftlichen Dienst tätig (Universität Koblenz-Landau). Er wohnte viele Jahrzehnte in Zornheim bei Mainz, bevor er aus familiären Gründen mit seiner Frau nach Baden-Baden übersiedelte.
1982/83 war Neubach DFG-Stipendiat für die beabsichtigte Edition des Tagebuchs des aus Oberschlesien stammenden Reichstagspräsidenten Franz von Ballestrem. Seine Forschungsgebiete waren die politische Geschichte von 1815 bis 1945 in den ehemaligen preußischen Ostprovinzen, besonders Schlesien und Posen, sowie Rheinhessen. Vor allem beschäftigte er sich mit Parteien, Parlamentarismus, Verwaltung, Verkehr und dem deutsch-polnischen Verhältnis. Für die monatlich erscheinende Zeitschrift Schlesien heute redigierte er langjährig eine historische Rubrik unter dem Titel Schlesischer Geschichtsfreund, worin er Neuerscheinungen und Veranstaltungen kommentierte.
Neubach war u. a. Mitglied der Kommission für die Geschichte der Deutschen in Polen (1992 bis 2005 im Vorstand), der Historischen Kommission für Schlesien und des Herder-Forschungsrates. 1960 war er Brieg-Stipendiat der Stadt Goslar.

## Veröffentlichungen
- Die Ausweisungen von Polen und Juden aus Preußen 1885/86. Ein Beitrag zu Bismarcks Polenpolitik und zur Geschichte des deutsch-polnischen Verhältnisses. Wiesbaden 1967 (Dissertation).
- Franz Graf von Ballestrem, ein Reichstagspräsident aus Oberschlesien. Dülmen 1984.
- Von Paul Löbe bis Heinrich Windelen. Die Schlesier im Deutschen Bundestag 1949–1984. München 1985.
- mit Hans-Ludwig Abmeier (Hrsg.): Für unser Schlesien. Festschrift für Herbert Hupka. Langen Müller, München/Wien 1985, ISBN 3-7844-2078-8.
- Paul Löbe. Bonn 1985; 2. Auflage 1999.
- Parteien und Politiker in Schlesien. Mit einem Vorwort von Gotthold Rhode. Dortmund 1988.
- Kleine Geschichte Schlesiens. Bonn 1990; 11. Auflage Görlitz 2019. Übersetzung ins Polnische: Krótka historia Śląska. Bonn 1992.
- Die Abstimmung in Oberschlesien am 20. März 1921. Herne 2000.
- Gotthold Rhode (1916–1990). Aus der Sicht eines Schülers und Kommissionsassistenten. Marburg 2001.
- Eduard v. Hartmanns Schlagwort von „Ausrotten der Polen“. Antipolonismus, Antikatholizismus und Antisemitismus im Kaiserreich. Mit einem Vorwort von Gotthold Rhode (+). Herne 2003.
- Erinnerungen und Aufzeichnungen eines schlesischen Flüchtlingsjungen in Neustadt an der Orla (1945–1947). Jena 2020,  ISBN 978-3-947303-19-9

## Ehrungen
- 1970 Förderpreis des Oberschlesischen Kulturpreises des Landes Nordrhein-Westfalen
- 2005 Ehrenmitglied der "Kommission für die Geschichte der Deutschen in Polen"
- 2006 Verdienstmedaille des Landes Rheinland-Pfalz
- 2006 Schlesierkreuz
- 2006 Literaturpreis der "Heimatfreunde am Mittelrhein"
- 2012 Kulturpreis der Landsmannschaft Weichsel-Warthe.
- 2018 Ehrenmitglied des Geschichtsvereins Zornheim/Rheinhessen
- 2018 Gerhart-Hauptmann-Plakette